# 初鷹型急設網艦
初鷹型急設網艦（はつたかがたきゅうせつもうかん）は、日本海軍の敷設艦(急設網艦)。同型艦3隻。
急設網艦は、防潜網の急速展開を主任務にするいわゆる防潜網敷設艦(net leyer)に当たる。機雷の敷設も考慮されており、日本海軍の艦艇類別等級では(機雷)敷設艦(mine layer)と合わせて敷設艦とする。
このため法令上本型は敷設艦となる。

## 概要
第一次世界大戦後、各国の海軍は急速に発展した潜水艦に対処するために対潜装備の充実に力を入れた。この時、艦隊の停泊する泊地を侵入しようとする潜水艦から守るために防潜網が開発され、それを敷設するための艦として日本海軍は世界初の防潜網設網艦(net layer)である急設網艦白鷹や燕型敷設艇を建造した。なお、日本海軍の場合は艦隊の前進基地等に短時間での防潜網敷設が要望された。
その後、急設網艦は長らく建造されていなかったが、昭和12年度海軍補充計画（③計画）により、急設網艦2隻（初鷹、蒼鷹）を建造した。これが本型である。その後、昭和14年度海軍軍備充実計画（④計画）でもう1隻（若鷹）が建造されたが、細部が異なる。
本型は本来の防潜網敷設任務以外にも機雷敷設や対潜攻撃などの能力を持っており、小型軽快な艦であることから、太平洋戦争では対潜哨戒や船団護衛にも活躍、2隻を喪失した。

## 艦型
計画番号H12。基本的には「白鷹」の設計を改良、近代化した艦型になる。
船首楼はシアがほとんど無く、艦尾の上甲板が後方に大きく張り出しており、敷設艦艇に特徴的な船体を持つ。一度に敷設できる防潜網をなるべく長くするために、船首楼は艦橋の直前で終わっていた。なお艦首に大型ローラーを備えるため、菊花紋章は左右舷に1個ずつ(計2個)が取り付けられていた。
防潜網は「白鷹」と同じ24組(6カイリ分)を搭載する。防潜網の代わりに九三式1号機雷100個の搭載も可能。敵前での夜間敷設を考慮して、灯火管制中でも敷設準備が出来るよう設備を整えた。
主機はタービン(白鷹はレシプロ)を搭載し、速力(白鷹16ノットから本型20ノット)や航続力(同2,000カイリ/10ノットから3,000カイリ/14ノット)が改善された。当時の海軍の方針により、本型の燃料は重油と石炭の併用となった。
砲熕兵装については③計画で建造された2隻には砲ではなく40mm連装機銃2基が装備され、対空と対潜の両方に使用できるよう考えられた。実際には潜水艦に対する貫徹能力が不十分であり、「若鷹」は8cm単装高角砲2基に改められた。
「白鷹」では復元性能改善工事後も、艦の大きさに対し重心位置が非常に高かった。この艦種では防潜網を網庫から上甲板に上げた時(敷設時)に重心位置が更に高くなる。本型ではこの状態も考慮して網庫を艦内の低くない位置に配置し、防潜網が網庫から上甲板に移動した場合でも重心位置が大きく変化しないように配慮した。

### 若鷹
③計画で建造された「初鷹」「蒼鷹」の計画番号がH12に対し、④計画で建造された「若鷹」のそれはH12Bになり、若干の改正が施されている。上記のように砲熕兵装は8cm高角砲を搭載、対空威力の低下を補うために、13mm連装機銃を煙突直後の機銃台に左右1基ずつ装備した。また船体については船首楼が艦橋後半部まで延長された。
水雷兵装については「一般計画要領書」によると機雷の搭載は考慮されておらず、代わりに掃海装備1式を搭載した。

## 若鷹改型
改⑤計画で若鷹改型急設網艦1隻の建造が計画された。計画番号H12C。仮称「第5039号艦」、予定艦名「朝鳥」は1947年(昭和22年)末に播磨造船所で竣工予定だったが、着工前に中止となった。主要要目は右表の通り。

## 同型艦
- 初鷹
- 蒼鷹
- 若鷹

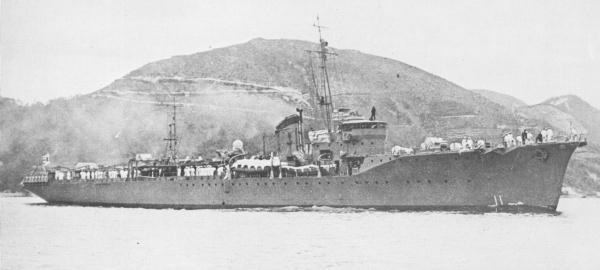
竣工時の「初鷹」
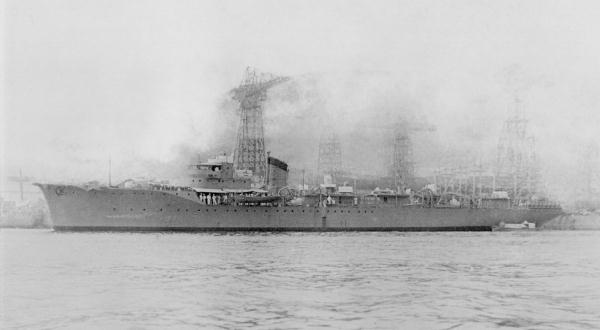
竣工時の「蒼鷹」
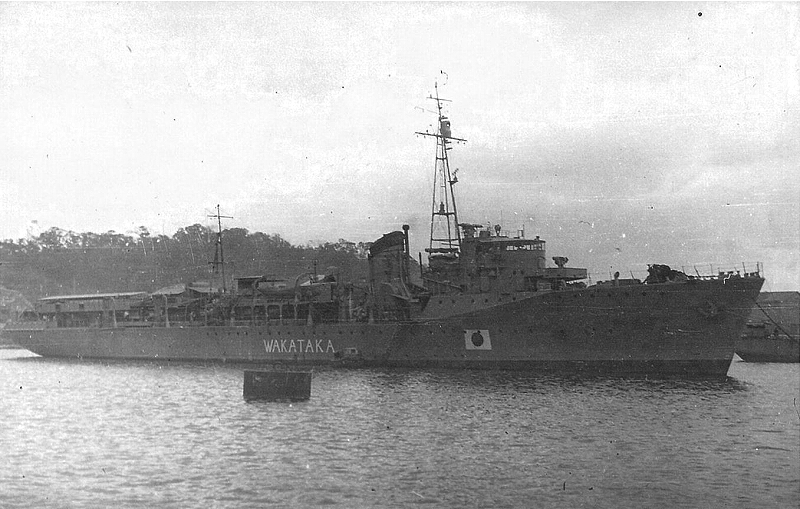
戦後の「若鷹」